# 広告貸切列車

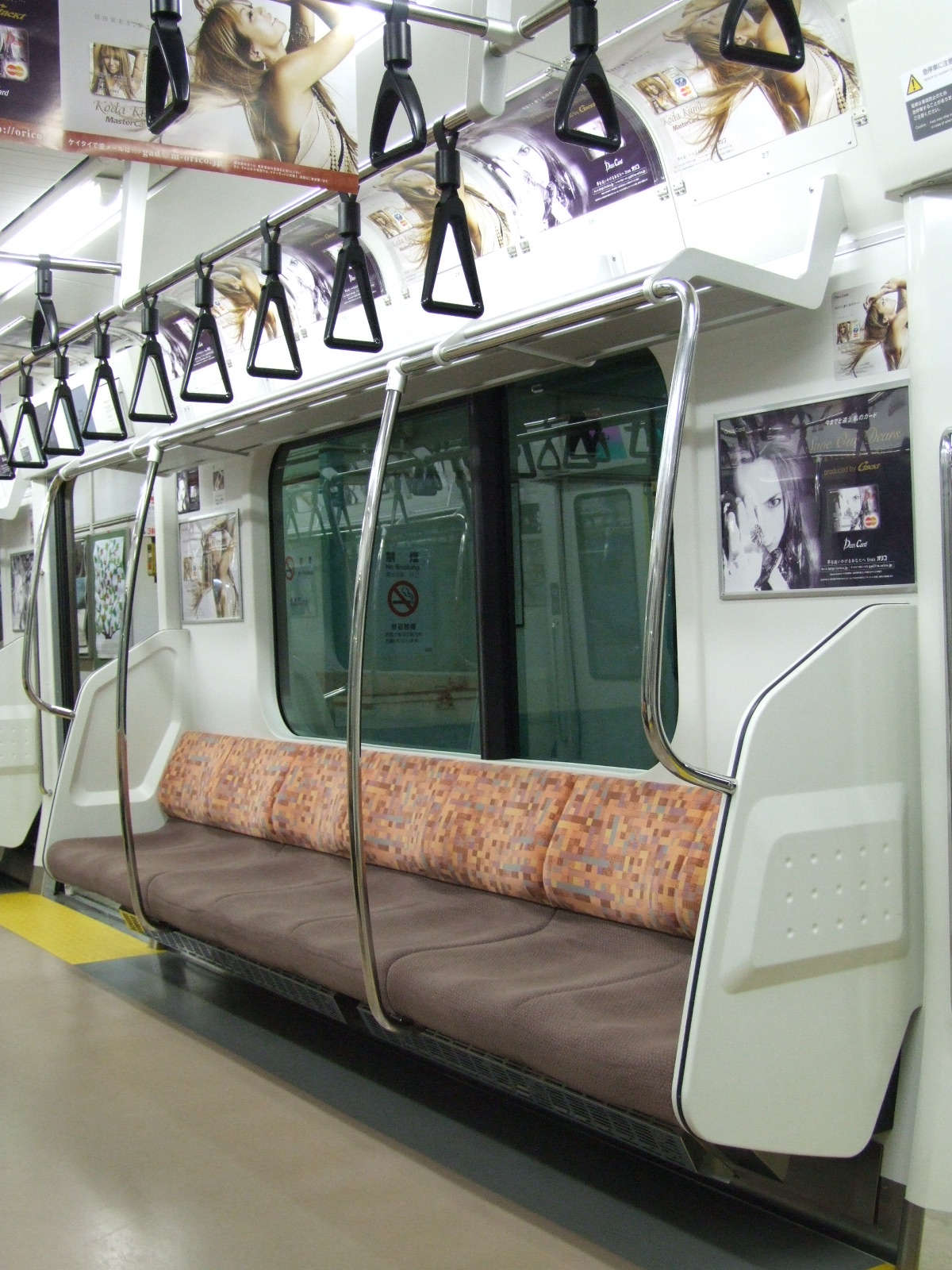
一例（JR東日本、2007年）

広告貸切列車（こうこくかしきりれっしゃ）とは広告がすべて一社で統一された列車（鉄道車両）のことである。メディアのプロモーション方法の一つであり、主に利用者の多い大都市圏の鉄道路線で運行される。

## 特徴
1社の広告主（クライアント）で中吊りポスター・ドア横のポスター・窓のステッカーなどの車内媒体を貸し切るが、近年では座席（シート）や吊り革なども広告媒体として特別装飾されるものもある。しかし、費用が大きくかかることもあり、広告主は主に放送局や飲料メーカーなど、大手企業に限定される傾向が強い。
その他、大学・専門学校や不動産会社など、同業種が合同で行う場合もある。
また、運行される鉄道会社によっては、車両の前面にヘッドマークを取り付けたり、車体へラッピングを施すなど、他の編成と差別化が図られる場合も多い。なお、東急や京急の様に広告貸切専用編成を用意している鉄道会社では、広告主がいない期間はグループ会社や広報関連のポスターを掲出している。

## 主な広告貸切列車
()内の名前は、広告貸切列車の愛称である。
北海道
- JR北海道 （Jライナー）
- 札幌市交通局 （Aライナー）

首都圏
- JR東日本 （ADトレイン）
- 東京地下鉄 (U-LINER)
- 東京都交通局 （メディアライナー）
- 東武鉄道 （マルチトレイン）
- 東京急行電鉄 (TOQ-BOX)
- 京王電鉄 （アドギャラリー）
- 小田急電鉄（イベントカー）
- 京浜急行電鉄 （ブルースカイトレイン）
- 相模鉄道 (GreenBox)
- 横浜市営地下鉄 （はまりん号）

関西圏
- JR西日本
  - 大阪環状線（ルーパック）
  - JR神戸線・JR京都線・琵琶湖線・湖西線・赤穂線（サントパック）
  - JRゆめ咲線（ゆめ咲パック）
- 大阪市高速電気軌道・北大阪急行電鉄
  - 御堂筋線・南北線 （御堂筋ライナー）
- 阪神電気鉄道 （吊蔵KUN）
- 南海電気鉄道 （オンリーワントレイン）